# Horridohypnum mexicanum
Horridohypnum mexicanum là một loài Rêu trong họ Sematophyllaceae. Loài này được (Thér.) W.R. Buck mô tả khoa học đầu tiên năm 1980.